# Orszisz T–5000
Az Orszisz T–5000 (oroszul: ОРСИС Т–5000) egy orosz forgó-tolózáras mesterlövészpuska. Ez a puska az Orszisz cég első gyártmánya, melyet moszkvai üzemükben gyártanak. A fegyvert 2011-ben mutatták be először a Nyizsnyij Tagilban megrendezett nemzetközi fegyverkiállításon. A T–5000 teljesen egyedi tervezet, amely gyártásánál nem használnak más cégektől beszerzett alkatrészeket.

## Tervezet
Szabványos kialakításában a T–5000 egy 660 mm hosszúságú (698 mm a .338 Lapua Magnum lőszer esetében) rozsdamentes acélból készült fegyvercsővel készül. A fegyvert ellátták egy Orszisz háromkamrás csőszájfékkel is, ami 50%-kal csökkenti a visszarúgás mértékét.
Az ugyancsak rozsdamentes acélból készült behajtható válltámasz vázas szerkezetű, állítható arc- és válltámasszal, amely behajtott pozícióban nagyjából 250 mm-el csökkenti a fegyver teljes hosszúságát, ami megkönnyíti a fegyver szállítását. Az elsütőbillentyű érzékenysége állítható 500 g-ról 1500 g-ig, különféle optikai irányzékok rögzítéséhez pedig Picatinny szereléksínnel  látták el a puskát.

## Változatok
A modernizált T–5000M lőtávolsága a tervek szerint eléri a 2000 métert. 
A következő generációs T–5000 mesterlövészpuska a „Tocsnoszty” (magyarul „Pontosság”) mesterlövész komplexum része, amit kifejezetten durva hadszíntéri körülményekre terveztek és a Moszkvai területen végezték tesztelését. Hatásos lőtávolsága több mint 2000 méter. A Szövetségi Biztonsági Szolgálat (FSZB), a Szövetségi Védelmi Szolgálat (FSZO) és az orosz Nemzeti Gárda rendszeresítette az új fegyvert.

## Alkalmazók
- Fehéroroszország - Védelmi Minisztérium
- Irak - iraki különleges erők
- Kína - a kínai hadsereg és a speciális rendőrségi egységek
- Nigéria - különleges erők
- Oroszország - egyes Szpecnaz egységek
- Örményország
- Szaúd-Arábia
- Szíria
- Thaiföld - különleges erők
- Üzbegisztán - Védelmi Minisztérium
- Vietnám

## Fordítás
Ez a szócikk részben vagy egészben  az   Orsis T-5000 című angol Wikipédia-szócikk ezen változatának fordításán alapul.  Az eredeti cikk szerkesztőit annak laptörténete sorolja fel. Ez a jelzés csupán a megfogalmazás eredetét és a szerzői jogokat jelzi, nem szolgál a cikkben szereplő információk forrásmegjelöléseként.